# Colostygia desolivata
Colostygia desolivata är en fjärilsart som beskrevs av Karl Schawerda 1914. Colostygia desolivata ingår i släktet Colostygia och familjen mätare. Inga underarter finns listade i Catalogue of Life.